# سون ليانغ
سون ليانغ' (243-260)، كان الإمبراطور الثاني لمملكة وو الشرقية خلال فترة الممالك الثلاث. كان الابن الاصغر لمؤسس الإمبراطورية سون تشوان ووريثه. كان معروف باسم «أمير كويجيا» ومن ثم أصبح «ماركيز هوجين» (候 官 侯)، والتي كانت ألقابه بعد إبعاده في 258 بواسطة الحاكم سون تشن بعد محاولة عزله عن السلطة. وقد خلفه شقيقه سون شيوى، الذي نجح في قتل سون تشن. بعد عامين من عزل سون ليانغ، اتهم زورا بالخيانة وخفضت رتبته إلى المركيز، وانتحر.